# Années 610
Les années 610 couvrent la période de 610 à 619.

## Événements
- 603-628 : guerre entre empires perse et byzantin. Les Perses occupent l’Arménie et la Cappadoce, puis conquièrent la Syrie et l'Égypte. Charbaraz conquiert l’Égypte et met Alexandrie à sac (619). Ses troupes occupent le pays jusqu’en 629. L’Empire achéménide est reconstitué.
- Après 610 : selon Constantin VII Porphyrogénète (De Administrando Imperio), les Croates, sur ordre l'empereur byzantin Héraclius, défont et chassent les Avars de Dalmatie[1].

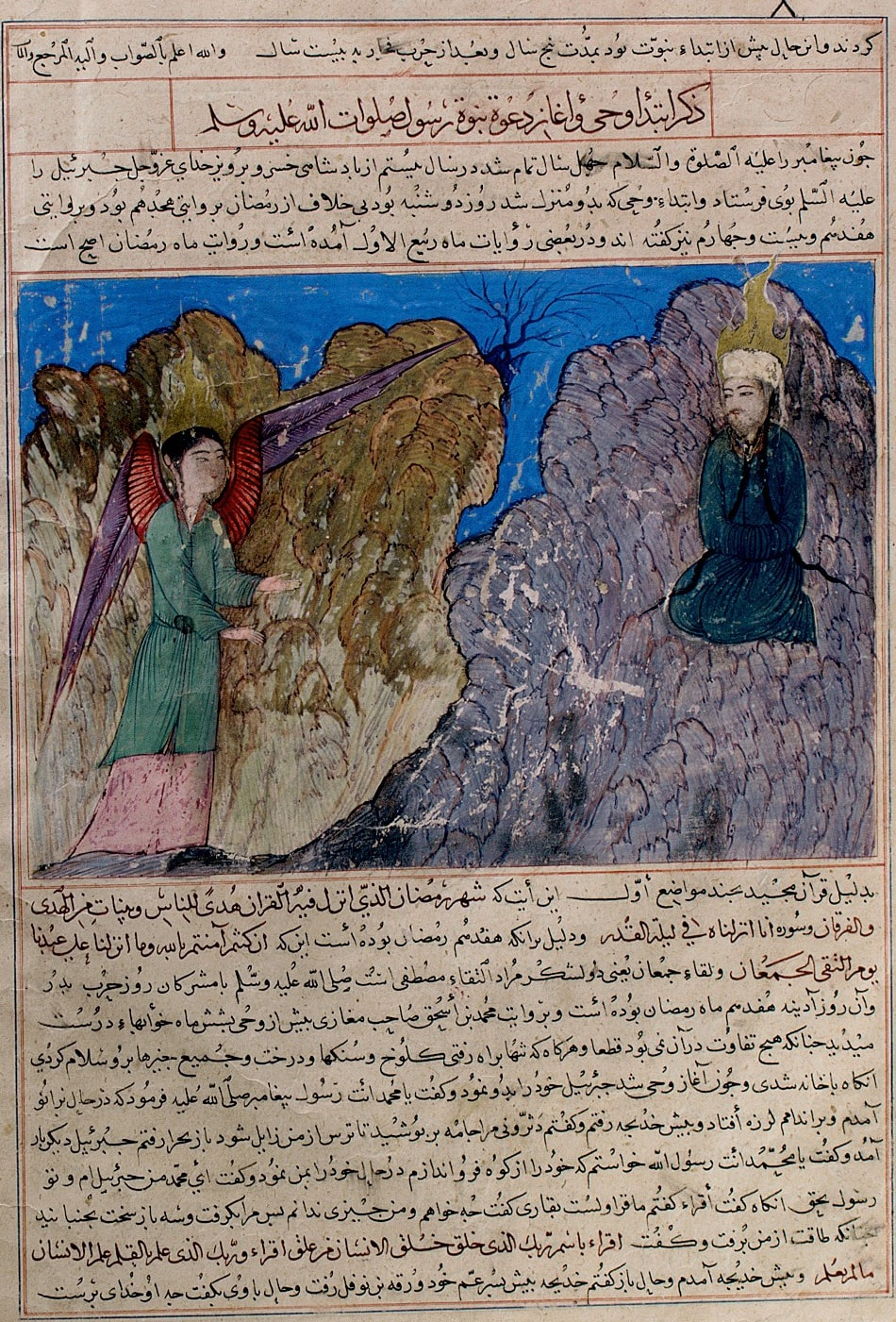
Mahomet reçoit la Révélation de l'ange Gabriel, copie du Majmal al-tawarikh, Herat, 1425

- 610 : révélation de Mahomet. Début de la prédication de l'Islam[2].
- 610-641 : règne d'Héraclius, empereur byzantin. Il fonde la dynastie des Héraclides[3].
- 612, 613, 614 : revers militaire de la Chine des Sui en Corée[4].
- Vers 612 : fondation d’un ermitage par le moine irlandais Gallus où se développe une abbaye bénédictine et un lieu d’érudition important (Saint-Gall)[5].
- 612 : le roi d'Austrasie Théodebert II est vaincu à Toul et à Tolbiac, enfermé dans un monastère sur ordre de son aïeule Brunehaut et assassiné avec son fils Mérovée[5].
- 613 : exécution de Brunehaut ; Clotaire II unifie les royaumes francs[5].
- 613-628 : guerre civile en Chine entre la fin de la dynastie Sui et le début de la dynastie Tang. Pour contourner la menace des Tujue, l'empereur Sui Yangdi lance des campagnes désastreuses contre le Koguryo en 613 et 614 ; la dynastie Sui est renversée par un coup d’État en 618[6]. Les Tang qui la remplacent réussissent à unifier la majeure partie de la Chine en 628.

- 614 : concile de Paris et édit de Clotaire II[5].
- 615 : Pépin de Landen maire du palais d'Austrasie[5].
- Vers 616 : pour résoudre la crise monophysite, le patriarche de Constantinople Sergius reprend une thèse orientale, qui distinguant les deux natures du Christ, expose qu’elles sont unies par un seul principe de mise en action (énergie). C’est le monoénergisme qui séduit le pape Honorius et le patriarche Cyr d’Alexandrie, mais se heurte à l’opposition de la population monophysite de Syrie et d’Égypte et au tenant de l’orthodoxie, comme le patriarche Sophrone de Jérusalem (633). Sergius infléchit sa doctrine. Il passe sous silence les problèmes des énergies pour annoncer l’unicité de la volonté (thélèma). Ainsi naît le monothélisme[7].

- 617-619 : Slaves et Avars assiègent Thessalonique puis Constantinople (626)[3]. Les tribus slaves qui accompagnent les Avars occupent progressivement la péninsule des Balkans jusqu’au Péloponnèse et l’Égée, poussant les Grecs vers les côtes, la Sicile ou la Calabre.
- 618 : dynastie Tang en Chine[8].

## Personnages significatifs
- Boniface V
- Brunehilde (reine)
- Clotaire II
- Colomban de Luxeuil
- Edwin de Northumbrie
- Héraclius
- Khosro II
- Mahomet
- Schahr-Barâz
- Tang Gaozu